# Casa Àngel Batlló
La Casa Àngel Batlló és un edifici situat al carrer de Mallorca, 253-257, al barri de la Dreta de l'Eixample de Barcelona, catalogat com a bé cultural d'interès local.

## Història
Va ser projectat el 1891 per l'arquitecte Josep Vilaseca i Casanovas per a Àngel Batlló i Batlló al mateix temps que la casa veïna del seu germà Enric i es va acabar el 1896. Es tracta de l'immoble més gran dels que Vilaseca va dissenyar per a la família Batlló.
Actualment, en el primer pis s'hi troba la Federació Catalana de Patinatge.

## Descripció
Conjunt de tres edificis de planta baixa, entresol i quatre pisos, amb terrat pla. La planta baixa s'obren grans obertures que es corresponen amb els portals de veïns i locals comercials; aquestes obertures estan emmarcades per pilars decorats amb capitells de motius geomètrics i, a més a més, unes pilastres marquen la frontera entre els tres immobles.
La resta de la façana s'estructura mitjançant sis eixos longitudinals, amb dos balcons a cadascun. A l'entresol, els balcons no tenen volada i el mur entre ells està decorat amb franges horitzontals. Als tres pisos superiors, els sis eixos estan separats per uns panys verticals amb decoració floral i que visualment actuen com a pilastres que aguanten els arcs ogivals del coronament. Els balcons del primer pis tenen una mica de volada, són rectes i formen grups de dues obertures; les del segon pis renen molta volada i fan una forma lobulada, amb una gran mènsula que li fa de suport, que li donen una gran plasticitat; les del tercer pis són individuals. Al darrer pis hi ha un balcó corregut que ocupa tota la façana i hi ha dues columnes que aguanten els grans arcs que coronen la façana. Aal seu interior hi ha decoració esgrafiada, a la part central, i motius calats a banda i banda; originàriament, també hi havia un drac de ferro forjat a la part superior de cada arc que es projectava cap enfora. Tots els balcons tenen la reixa de ferro forjat amb motius vegetals.

## Galeria d'imatges

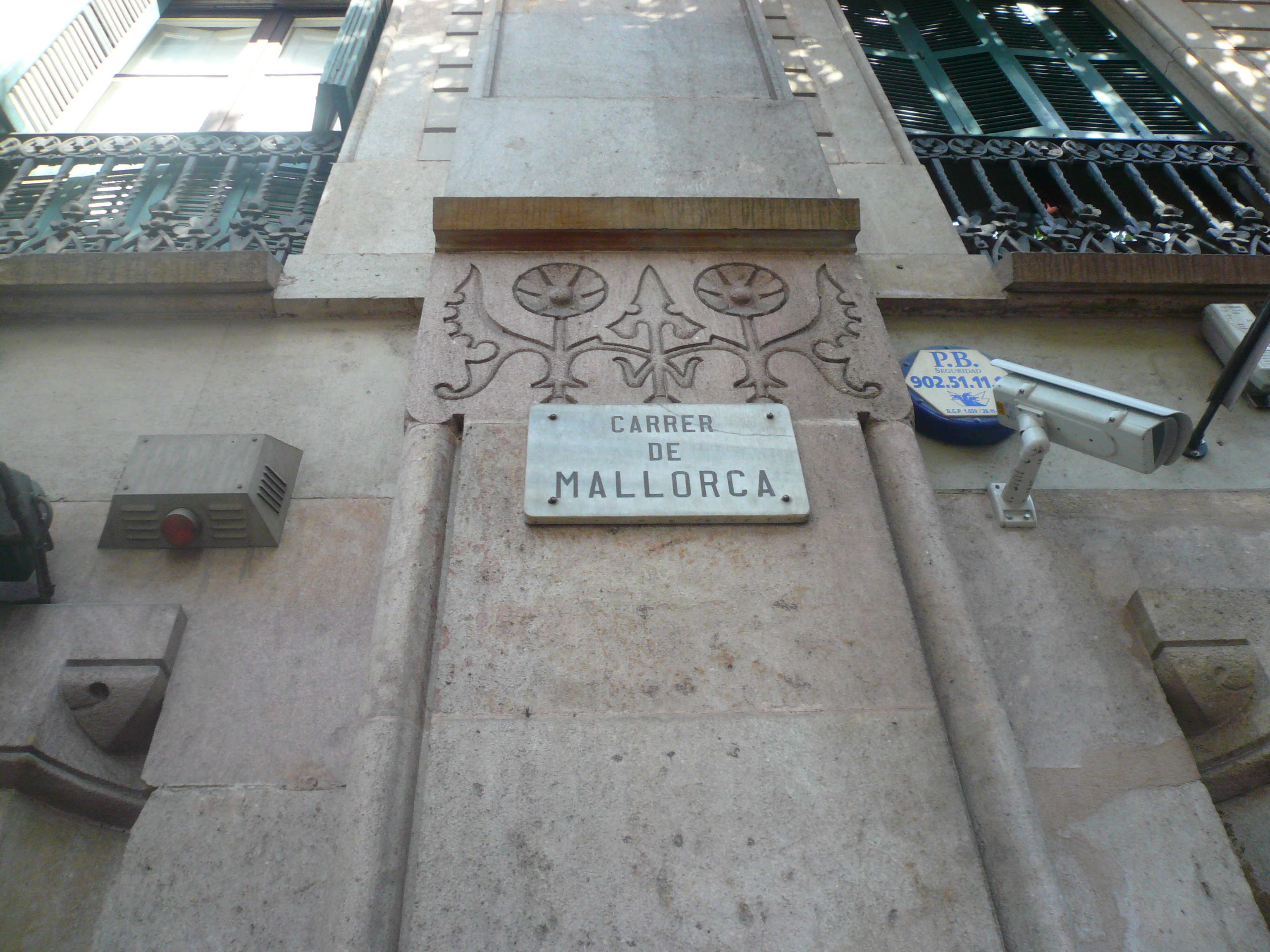
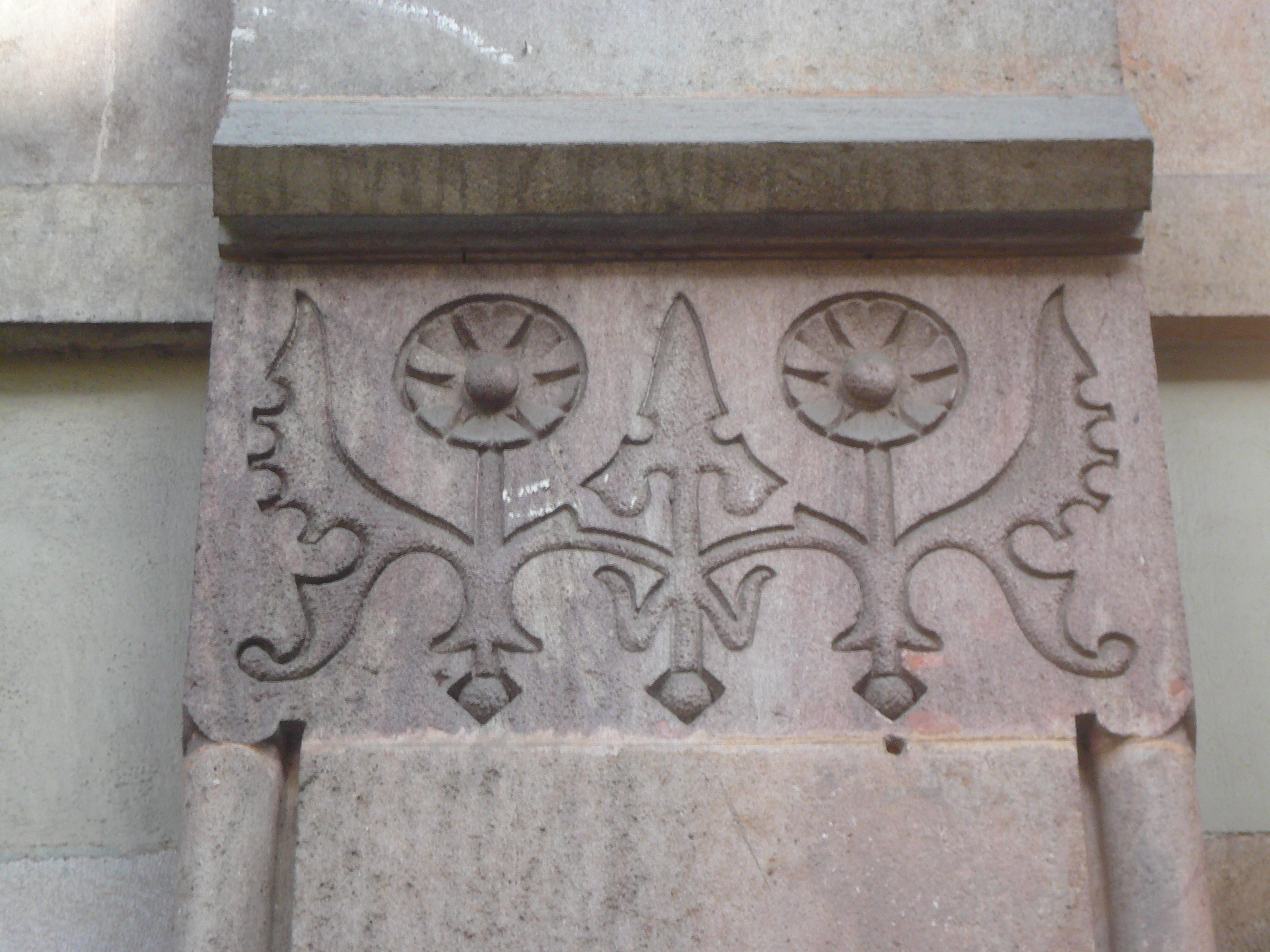
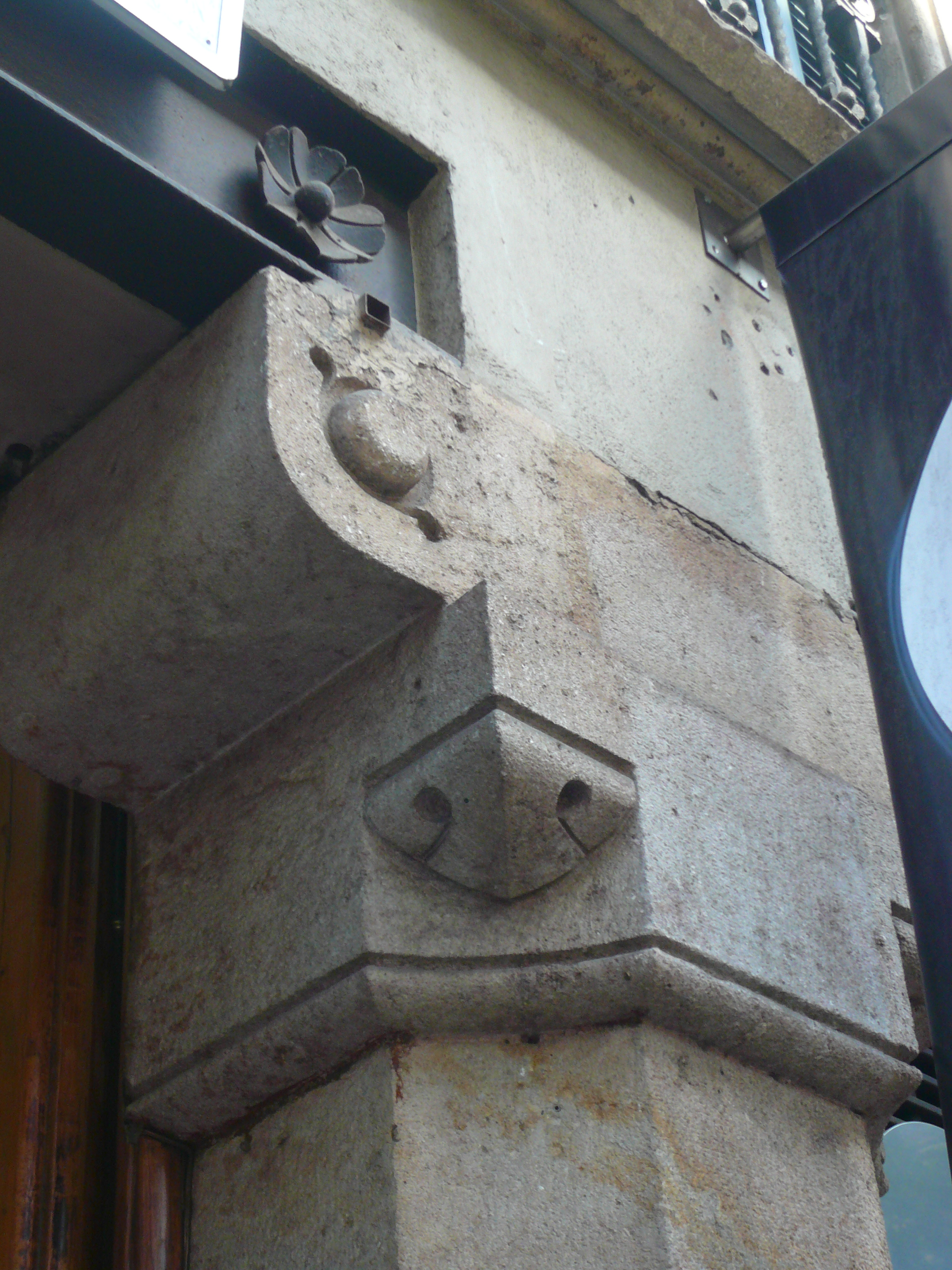
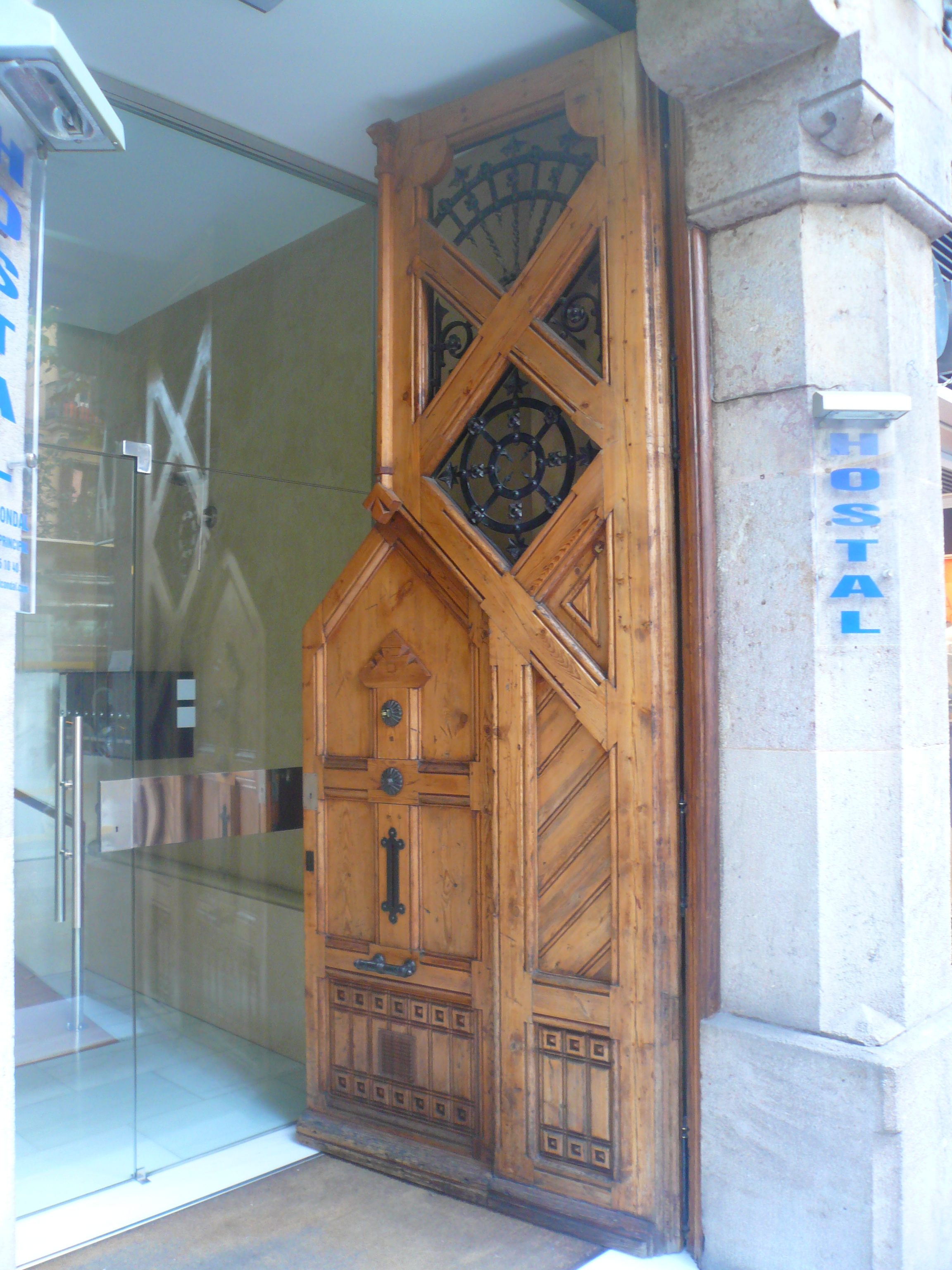
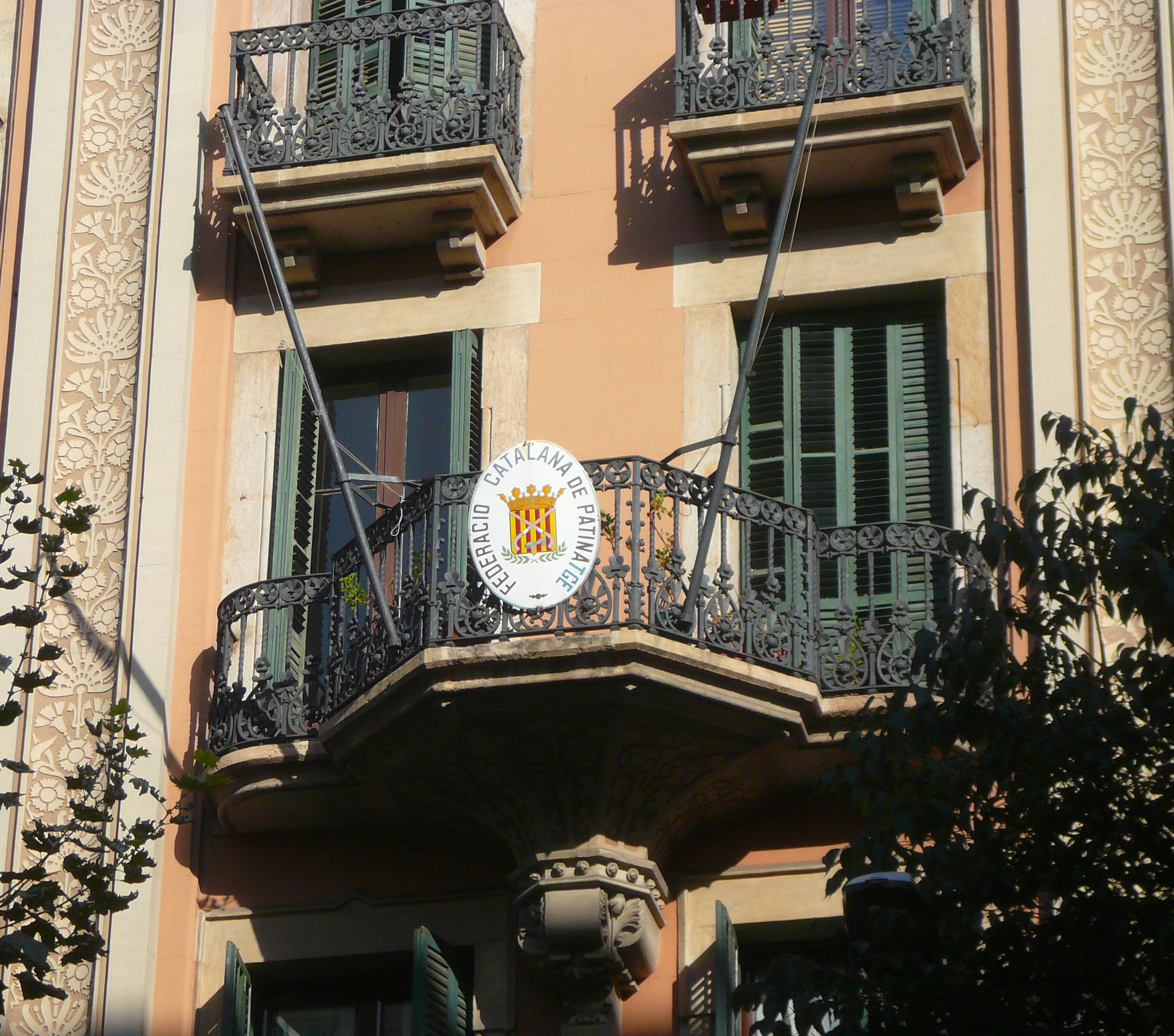